# Kempa (Lugnian)
Kempa, polnisch Kępa (1936–1945: Mühlenbach O.S.) ist ein Dorf im polnischen Powiat Opolski der Woiwodschaft Oppeln. Das Dorf gehört zur zweisprachigen Gemeinde Lugnian (polnisch Łubniany).

## Geographie

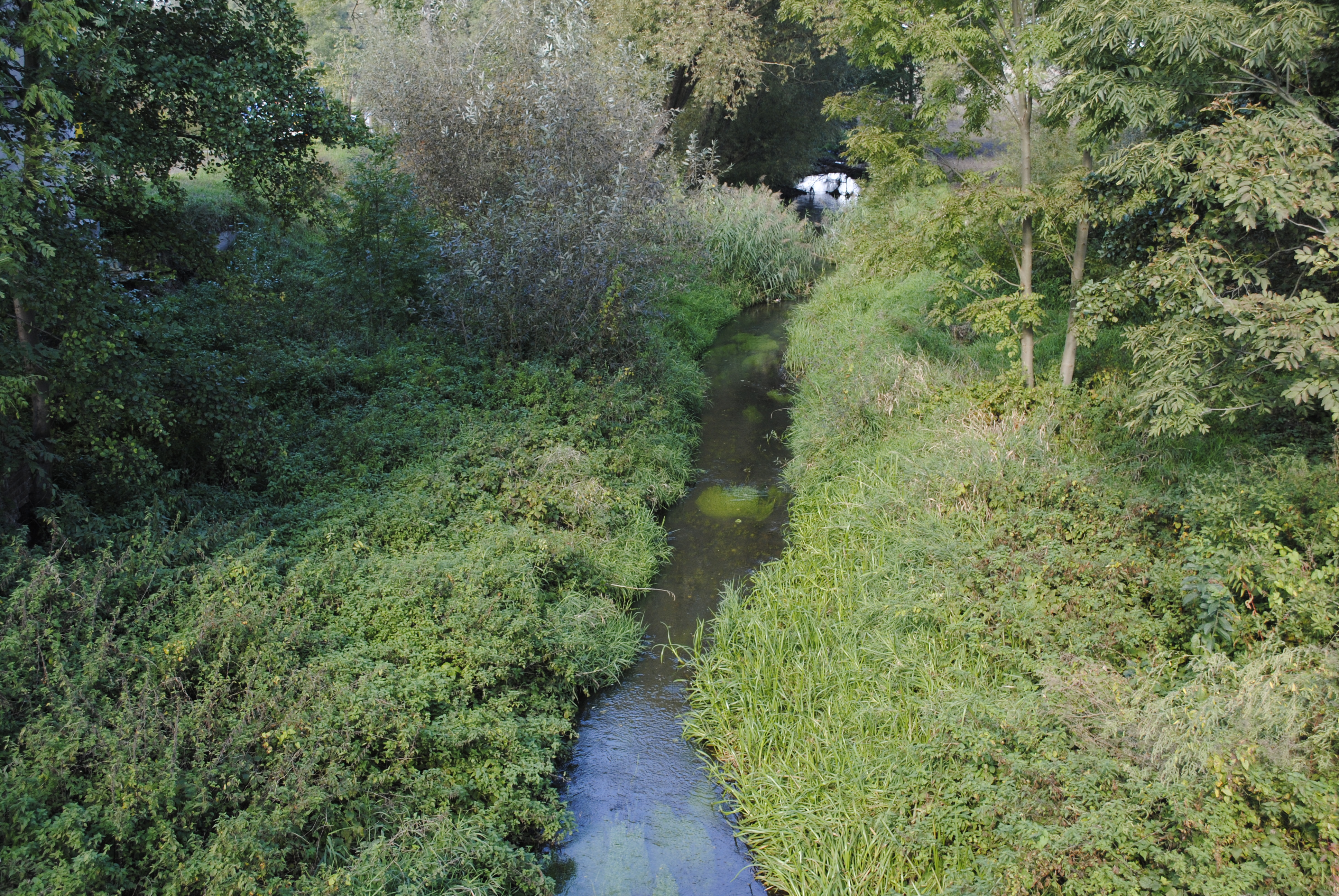
Die Swornica in Kempa

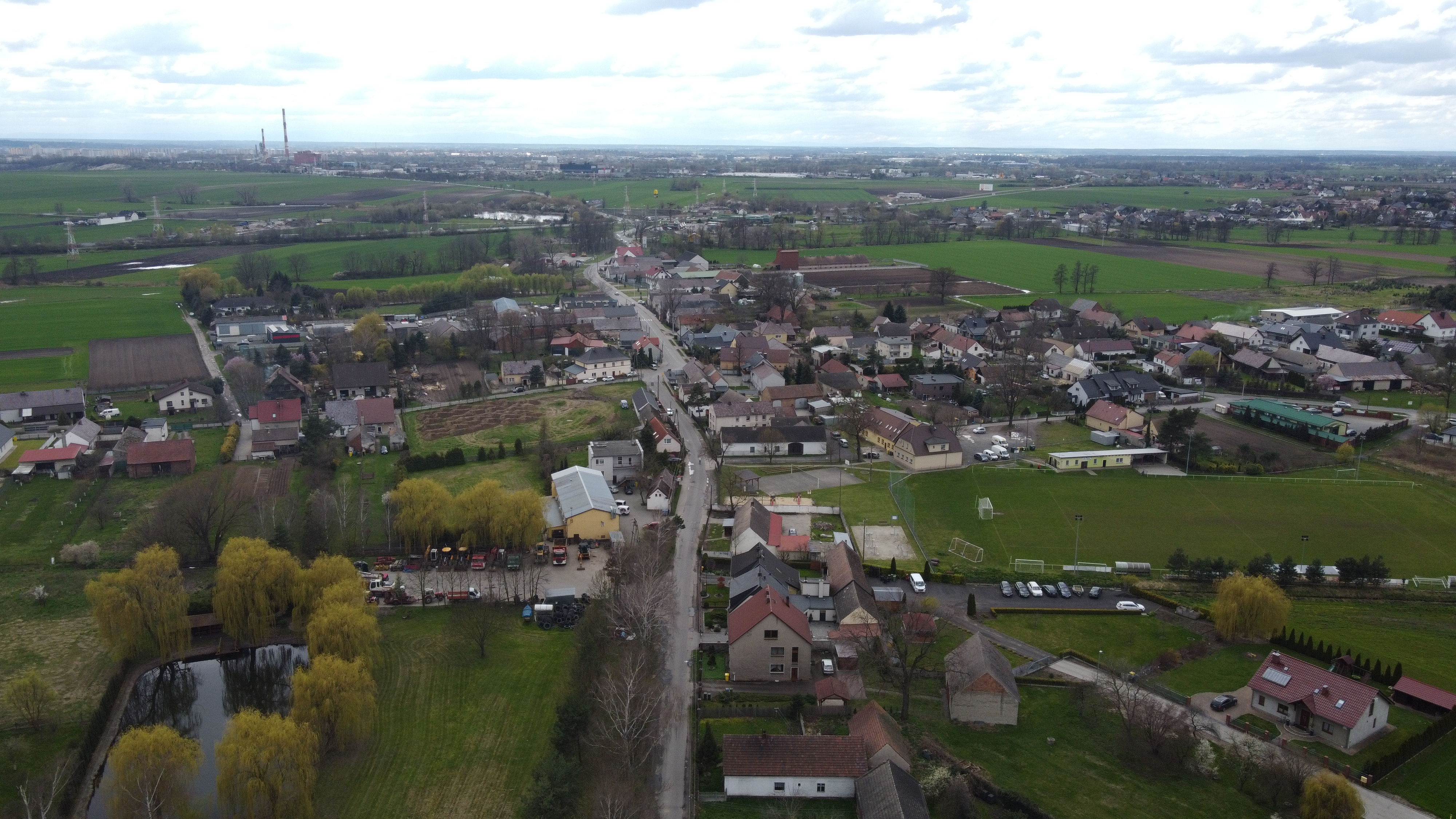
Blick über Kempa (2023)

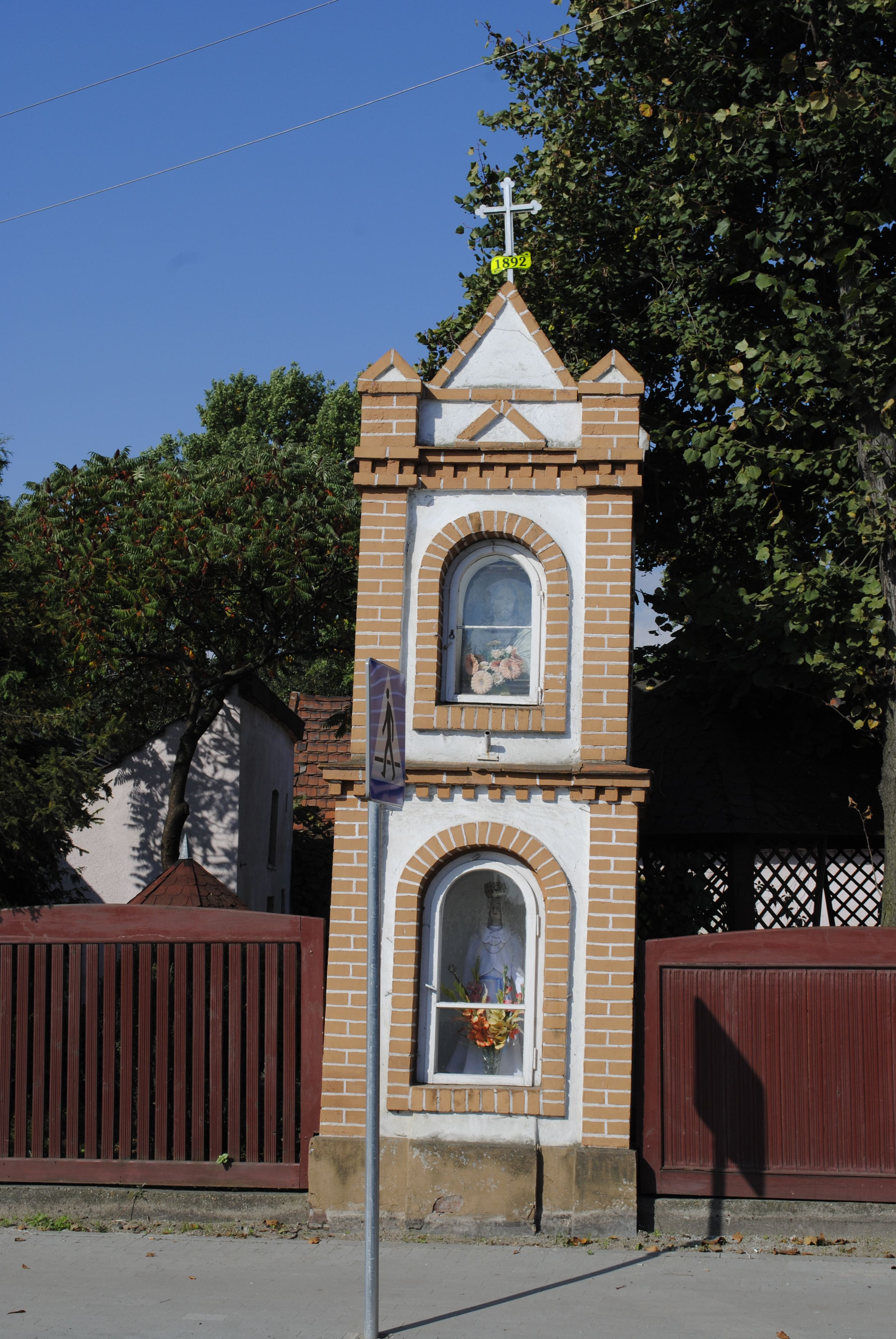
Neugotische Kapelle an der ul. Opolska

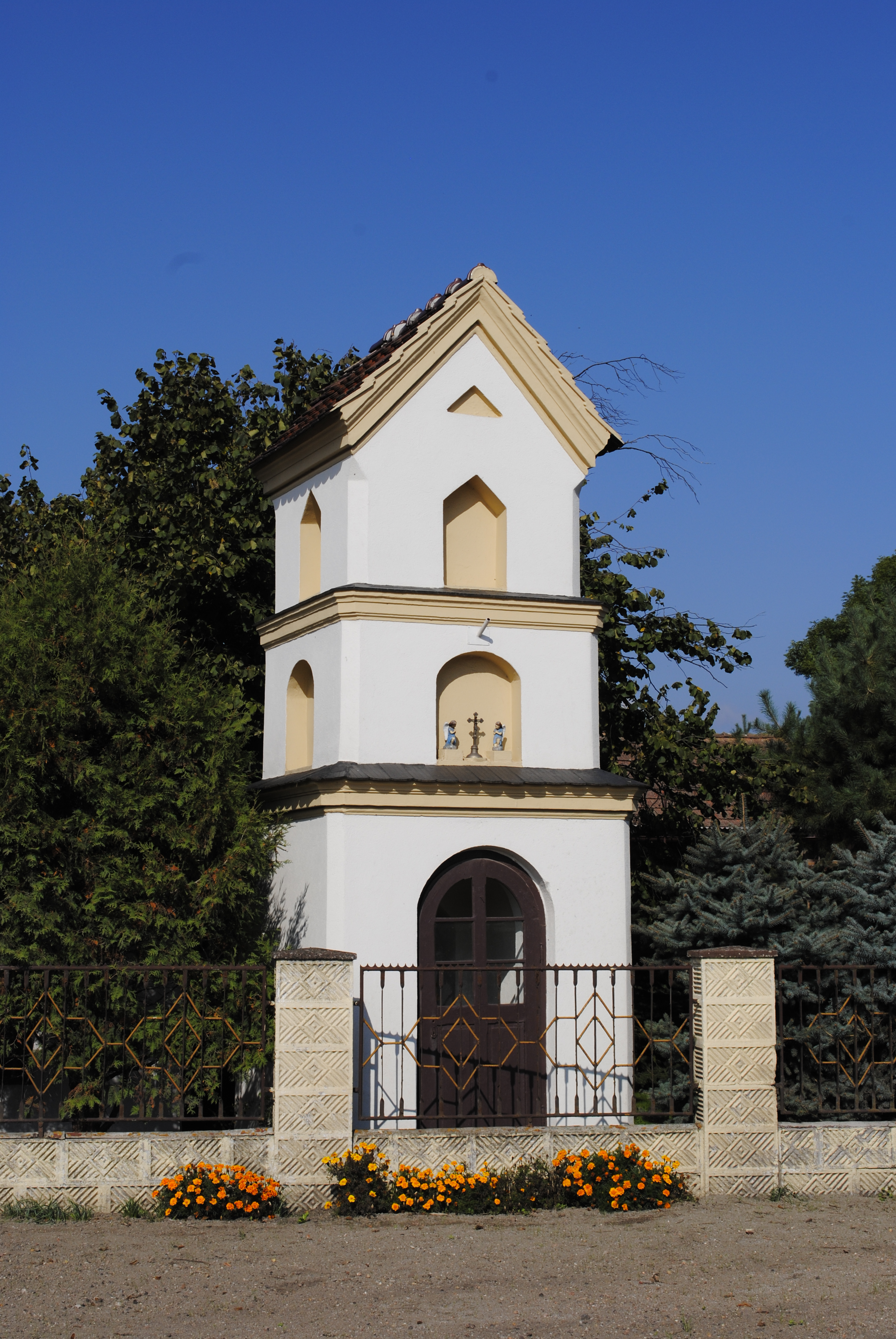
Straßenkapelle an der ul. Opolska

### Geographische Lage
Kempa liegt in der historischen Region Oberschlesien. Kempa liegt zwölf Kilometer südwestlich vom Gemeindesitz Lugnian und vier Kilometer nordöstlich von der Kreisstadt und Woiwodschaftshauptstadt Opole (Oppeln). Kempa bildet das südlichste Dorf in der Gemeinde Lugnian.
Der Ort liegt in der Nizina Śląska (Schlesischen Tiefebene) innerhalb der Równina Opolska (Oppelner Ebene). Kempa wird durch zwei Gewässer begrenzt. Nördlich des Dorfes verläuft der Fluss Himmelwitzer Wasser (poln. Chrząstawa), im Süden wiederum zur Stadtgrenze zu Oppeln die Swornica. Südlich des Dorfes verläuft die Landesstraße Droga krajowa 46.

### Nachbarorte
Nachbarorte von Kempa sind Luboschütz (poln.Luboszyce) im Norden, Sowade (poln. Zawada) im Osten und Krzanowitz (poln. Krzanowice) im Westen sowie die Kreisstadt Oppeln im Süden umgeben.

## Geschichte
Die erste urkundliche Erwähnung des Dorfes ist auf das Jahr 1254 datiert. Im Jahr 1337 wurde das Dorf in einer Urkunde als Campa bezeichnet. 1402 wird der Ort als Campa erwähnt. Bis zum Jahr 1514 stand das Dorf unter der Obhut von böhmischen Rittern. Danach wurde das Dorf verkauft. 1618 wird im Dorf erstmals eine Mühle erwähnt, an deren Stelle noch bis in die 1960er Jahre Getreide gemahlen wurde.
Im Jahr 1725 lebten in Kempa nur sieben Bauernfamilien. Durch mehrere Brände in den nächsten Jahrzehnten wurde die Entwicklung des Dorfes gehemmt. Nach dem Ersten Schlesischen Krieg 1742 fiel Kempa mit dem größten Teil Schlesiens an Preußen. Im Jahr 1782 zählte das Dorf 13 Häuser. 1784 lebten im Dorf 218 Menschen.
Nach der Neuorganisation der Provinz Schlesien gehörte die Landgemeinde Kempa ab 1816 zum Landkreis Oppeln im Regierungsbezirk Oppeln. 1845 bestanden im Dorf eine katholische Schule und 64 weitere Häuser. Im gleichen Jahr lebten in Kempa 336 Menschen, davon allesamt katholisch. 1861 zählte Kempa 342 Einwohner. 1874 wurde der Amtsbezirk Königlich Sackrau gegründet, welcher aus den Landgemeinden Königlich Sackrau, Kempa und Goslawitz und  bestand. 1899 wurde Kempa in den Amtsbezirk Sowade eingegliedert.
Während der Volksabstimmung in Oberschlesien 1921 stimmten von den 351 Einwohnern des Dorfes 160 Menschen für die Eingliederung nach Polen sowie 183 für einen Verbleib im Deutschen Reich. 1925 zählte das Dorf 100 Häuser mit 641 Einwohnern. 1933 lebten 643 Menschen in Kempa. Am 8. Juni 1936 wurde der Ortsname in Mühlenbach O.S. geändert. 1939 lebten in Mühlenbach  734 Menschen.
1945 kam der bisher deutsche Ort unter polnische Verwaltung und erhielt den amtlichen Name Kępa. Nach dem Krieg verringerte sich die Zahl der Bewohner zunächst. 1950 kam der Ort zur Woiwodschaft Oppeln. 1965 lebten hier wieder 779 Menschen. 1999 kam der Ort zum wiedergegründeten Powiat Opolski. 2004 feierte Kempa sein 750-jähriges Jubiläum. Im Dorfzentrum wurde hierfür an der ul. Luboszycka ein Gedenkstein aufgestellt. Am 30. April 2010 erhielt das Dorf zusätzlich den amtlichen deutschen Ortsnamen Kempa. 2014 wurde die ul. Opolska umgestaltet.

### Mühlenbacher Mariengruppe
Am 21. September 1936 entdeckte eine Forschungsgruppe aus Deutschland die Mühlenbacher Mariengruppe, auch bekannt als Madonna von Kępa. Nach einem Gutachten vom Kunsthistoriker Dr. Eisen, soll es sich dabei um ein Frühwerk des Bildhauers Veit Stoß handeln. Die Mariengruppe wies eine Höhe von 1,5 Metern auf.
Nach der Entdeckung wurde das Werk zunächst im Oppelner Stadtmuseum aufgebahrt. später gelangte es über Breslau in das Oberschlesische Regionalmuseum in Beuthen. Nach dem Krieg wurde die Mühlenbacher Mariengruppe in das Warschauer Nationalmuseum gebracht. Heute gilt das Werk als „verschollen“.

## Wirtschaft
Den größten Wirtschaftsfaktor bildet der primäre Sektor. Größter Arbeitgeber im Dorf ist die Firma JAL, ein Hersteller von Schmelzkäse und gezuckerter Kondensmilch. Weitere größere Betriebe sind der Baustoffbetrieb Zofmar an der ul. Opolska, das Transportunternehmen Rudatom sowie die Bäckerei Wodnicki.

## Sehenswürdigkeiten
- Neugotische Kapelle an der ul. Opolska (in Höhe des Hauses Nr. 8)
- Glockenkapelle aus dem Jahr 1800 an der ul. Opolska (in Höhe des Hauses Nr. 9)
- Dreigeschossige Kapelle mit einer Christusstatue (Kreuzung ul. Luboszyka und Słowackiego)
- Kriegerdenkmal für die Gefallenen der beiden Weltkriege im Dorfzentrum
- Denkmal für die Gefallenen beider Weltkriege auf dem Dorffriedhof
- Gedenkstein für das 750-jährige Jubiläum von Kempa
- Steinbrücke aus dem Jahr 1912 über den Fluss Swornica – Die Brücke wurde 2013 verbreitert, behielt aber ihr ursprüngliches architektonisches Aussehen.
- Steinbrücke aus dem Jahr 1912 über den Fluss Himmelwitzer Wasser

## Vereine
- Fußballverein LZS Rudatom Kępa

## Söhne und Töchter des Dorfes
- Wilhelm Kurtz (1935–2023) – Erzbischof von Madang